# 허가바위
허가바위는 탑산 아래 절벽 및 서울특별시 강서구 가양동 산1-2번지에 있는 구멍 뚫린 바위다. 허가바위굴 또는 공암(孔巖)이라고도 부른다. 1991년 12월 24일 서울특별시의 기념물 제11호로 지정되었다.

## 개요

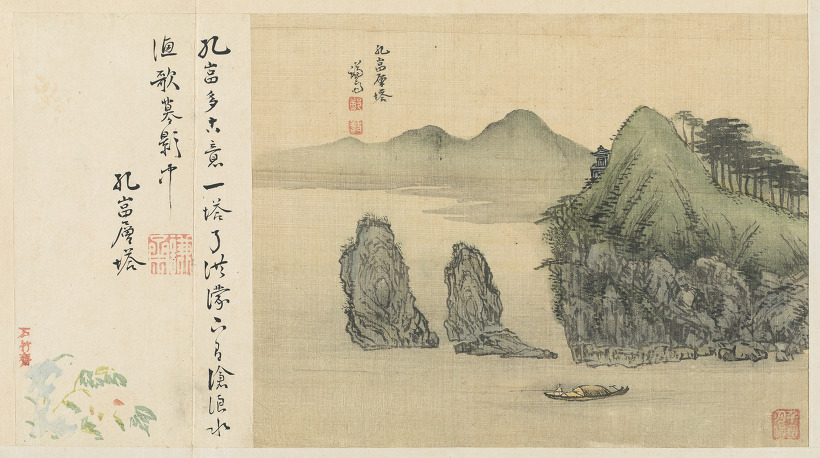
겸재 정선이 그린 공암나루의 풍경

이곳은 양천허씨의 시조 ‘허선문’이 태어났다는 설화가 있어, 이 바위의 굴을 양천 허씨의 발상지라고도 하며 바위의 이름이 되었다. 이 바위는 옛날 석기시대 사람들이 조개와 물고기를 잡으며 살았으리라 추측 되는 강가에 있으며, 바위 아래 강쪽에 동굴에 사람 수십명이 들어가 비를 피할 만한 공간이 있다. 올림픽대로가 건설되면서 육지로 변하였으며, 현재는 영등포공고 정문 앞에 자리하고 있다.
동국여지승람에 따르면 고구려때 강서구의 옛이름은 '제차파의현'인데, ‘제차’는 차례 또는 갯가, ‘파의’는 바위라는 의미로 차례대로 가지런히 서있는 바위를 나타내고 있다. 신라 경덕왕 때에는 속이 비었다고 해서 '공암'이라고 불렸으며, 고려 충선왕 2년에 양천현으로 이름을 바꾸었다.
이 바위아래 고려시대에 사용된 공암나루가가 있었는데, 북포라고도 불렀다. 공암 앞의 가지런히 서있던 바위들은 광주바위 혹은 광제바위라고 부르는데, 고구려 때에는 제차바위라고 불렀던 것으로 추정한다. 광제바위는 현재 구암 허준의 이름을 딴 구암공원의 연못안에 서 있다.
조선이 건국되고 한양이 도읍이 되면서 공암나루보다 한양으로 가기 편했던 동작나루가 더 많이 이용되면서 나루의 기능을 잃고 평범한 강변 마을이 되었다.

## 설화
허가바위라고 부르는 까닭은 양천 허씨의 시조 허선문이 구멍 뚫린 바위, 곧 공암에서 태어났다는 설화가 전해내려와 주민들이 이곳을 양천 허씨의 발상지로 알고 있기 때문이다. 고려 태조 왕건이 후백제의 견훤을 정벌하러 가기 위해 한강에 도착하였으나 마땅히 건널 배가 없을 때, 허선문이 자신과 마을 사람들의 배를 추렴해서 태조에게 바치고 군량미까지 거두어 군사들을 격려하였다고 한다. 그 뒤 승리한 태조는 고마움을 갚기 위해 허선문을 삼한공신 양천촌주로 삼았다고 한다.

## 지질
허가바위는 지질학적으로 선캄브리아기에 형성된 호상 흑운모 편마암으로 구성된다. 

## 현지 안내문
이 바위는 양천 허씨(陽川許氏)의 시조인 허선문(許宣文)이 출생한 곳이라는 설화가 전하는, 바위동굴이다. 이 바위에 동굴이 뚫려 있어 공암(孔巖)이라고도 불린다. 동굴의 크기는 가로 6m, 세로 2m, 길이 5m 정도로 어른 10명 이상이 들어갈 수 있는 규모다. 《경기읍지(京畿邑地)》에는 이 바위와 관련된 기록이 있다. 기록에 따르면 고려가 건국될 무렵 이곳에는 허선문이라는 이가 살았다고 한다. 그는 나이가 90이 지났는데도 고려 태조 왕건을 섬겼다. 왕건이 견훤을 정벌할 때 그가 군사들을 격려한 공이 커 공암의 촌주(村主)로 임명되었다. 그 후 그의 자손들이 공암 허씨가 되었는데 신라시대에는 이곳을 공암이라 불렀고, 고려시대에는 양천이라 불렀으므로 공암 허씨는 양천 허씨이기도 하다는 것이다. 조선시대 《동의보감(東醫寶鑑)》을 저술한 허준, 《홍길동전(洪吉童傳》을 지은 허균, 여류시인 허난설헌, 세조 때 북병사(北兵使)로 이시애의 난을 평정한 허종 등이 모두 양천 허씨다.

## 공암층탑
공암위 산기슭에 있던 탑은 일제 강점기에 양천우편소장이던 일본인이 양천우편소에 옮겨 놓았다는데, 현재는 어디로 갔는지 알지 못한다.

## 같이 보기
- 서울특별시의 지질
- 도봉산 두꺼비바위